# Quatre journées de Gand
Révolution brabançonne
Batailles
- Turnhout
- Gand
- Falmagne

Les quatre journées de Gand (en néerlandais : Vier Dagen van Gent) sont un épisode de la révolution brabançonne qui voit les Patriotes (nl) chasser les troupes impériales autrichiennes de la ville de Gand entre le 13 et le 16 novembre 1789.
La prise de cette première grande ville donne un formidable élan aux patriotes et annonce la désagrégation de l'autorité autrichienne aux Pays-Bas. À peine deux semaines plus tard, le Traité d'Union permet d'entrevoir la création d'une république indépendante des États belgiques unis.

## Contexte
Gand n'était pas un bastion de l'activité patriotique. C'est pourquoi, du côté des Autrichiens, le gouverneur militaire Richard d'Alton avait cru utile de concentrer ses troupes en Campine et autour de Liège et de ne laisser qu'une garnison de 300 hommes à Gand (deux compagnies du régiment de Vierset (sl)). Il s'attendait à ce que le Comité de Bréda (nl), qui avait retiré sa petite armée patriote après le succès de Turnhout, se concentrât à nouveau sur le Brabant.
Du côté des révolutionnaires, Vonck, qui avait toujours été en faveur de commencer par une attaque contre la Flandre, était désormais en mesure de faire appliquer ce plan, surtout après que le notaire Jan Baptist Cammaert eut traversé la frontière pour confirmer les informations sur la petite garnison gantoise.

## Prémisses
Le 4 novembre, le major Philippe Devaux s'avança de Rosendael avec 800 soldats vers le Pays de Waes. Après qu'il eut traversé l'Escaut non sans difficultés au fort Frederik-Hendrik Berendrecht (démantelé en 1785), il fut rejoint par 200 patriotes du camp de Hulst et s'installa à Saint-Nicolas le 9 novembre. La population resta dans l'expectative. Les volontaires waaslandais étaient moins nombreux qu'espéré, environ 500 selon d'Alton. Les insurgés se déplacèrent et récupérèrent quelques petits canons au château d'Ursel, à Hingene, offerts par la duchesse d'Ursel (nl).
Les Autrichiens réagirent lentement. D'Alton n'avait été prévenu que le 8 novembre et avait envoyé à la hâte des renforts sous le commandement de Gontreuil et Schröder, mais après trois jours de tergiversations, ils n'étaient plus en mesure de couper la route de Gand. Là-dessus, d'Alton envoya également un régiment (± 2 400 fantassins) dirigé par Arberg à Gand, où la garnison fut en outre renforcée de 600 hommes venus d'Alost sous le commandement du colonel Jacques-Henri de Lunden (nl). Finalement, seul Lunden arriva à temps, si bien que Gand n'était défendu que par environ 900 hommes lorsque les patriotes se présentèrent aux portes de la ville le vendredi 13 novembre.

## Déroulement

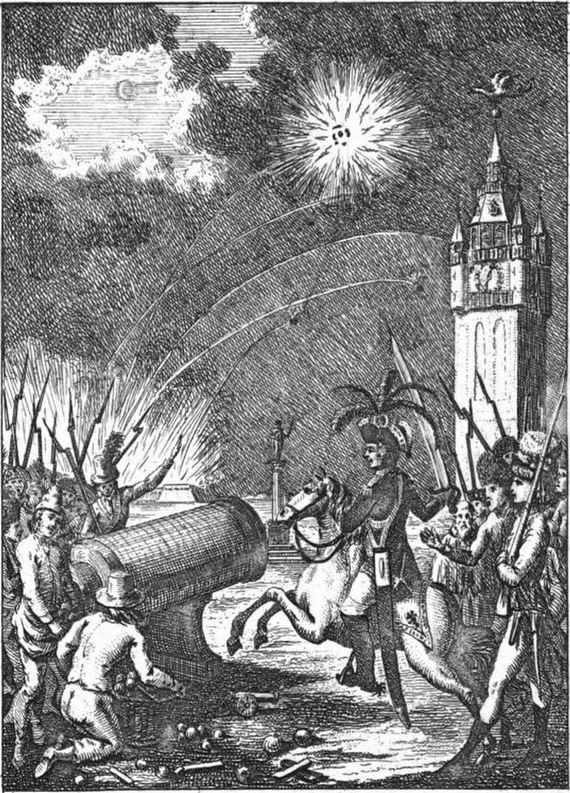
Estampe illustrant la victoire des patriotes, avec le Beffroi et Dulle Griet comme symboles de Gand.

### 13 novembre
Devaux fit attaquer la porte de Bruges (nl) et la porte du Sas. Voyant qu'une poignée de défenseurs causaient une grande confusion parmi ses troupes inexpérimentées, il jeta purement et simplement l'éponge : il tourna les rênes et disparut vers les Pays-Bas, accompagné de Louis de Ligne, de son état-major et des huit dragons dont disposait l'armée. Sans se laisser décourager, les Patriotes poursuivirent l'offensive sous le commandement du capitaine Jean-Baptiste Davaine. Ils prirent la porte de Bruges et, malgré quelques difficultés, la porte du Sas, puis avancèrent vers le Kouter. Là, ils rencontrèrent quelques soldats impériaux que Lunden avait placées à des points stratégiques de la ville (les ponts Madoubrug, Ketelbrug, Muinkbrug, les portes de la Colline et de Courtrai) : il gardait le gros de ses troupes à l'abbaye Saint-Pierre et au château espagnol.
Les patriotes repoussèrent les Impériaux bien au-delà du pont Madou et du Ketelbrug.
À la tombée de la nuit, le pillage commença. Les troupes impériales, surtout, montrèrent leur pire côté et se livrèrent au vol, au viol et au meurtre. Les patriotes s'en prirent quant à eux aux maisons des notables restés fidèles aux Autrichiens. Ils avaient désormais le soutien total des Gantois, qui dépavèrent les rues de la ville pour les lancer sur les Impériaux.
Les renforts autrichiens arrivés dans le courant de la nuit et de la matinée en furent informés et décidèrent d'entrer dans le château des Espagnols par la porte d'Anvers. Turnhout leur avait appris à se méfier des combats urbains.

### 14 novembre
Le samedi 14 novembre, Arberg fit bombarder la ville depuis le château espagnol, désormais défendu par plusieurs milliers de soldats. Des incendies se déclarèrent ici et là. Depuis la caserne de Kattenberg, Lunden tenta de signaler sa détresse par le biais de quelques coups de canon, mais ils furent perdus dans le rugissement des combats. Un détachement d'une centaine de soldats qu'il envoya fut intercepté et neutralisé. À la tombée de la nuit, de nouvelles tentatives de pillage vinrent du château des Espagnols, mais la défense se tenait prête et les a repoussées.

### 15 novembre
Le lendemain commença par un autre bombardement, suivi d'une sortie autrichienne vers midi. Schröder, poussé par sa disgrâce à Turnhout, combat aux avant-postes. Au bout de quinze minutes, un garçon le frappa à la jambe avec un gros clou tiré d'une sorte de tromblon, après quoi il ordonna la retraite. À la tombée de la nuit, le conseil municipal autorisa les patriotes à prendre des armes et des munitions dans les entrepôts de la ville. Le capitaine Alison vint également gonfler leurs rangs avec 400 combattants venus de Courtrai et quatre canons.

### 16 novembre
Avec un courage renouvelé, les patriotes lancèrent une attaque le 16 novembre contre la caserne où Lunden, en proie à la disette, était retranché. Ils mirent le feu à un entrepôt et bombardèrent la caserne avec l'artillerie de Courtrai. Bientôt, le colonel apparut à la fenêtre avec un drapeau blanc pour rendre la caserne. Ses hommes furent protégés de la colère populaire et enfermés dans des monastères. Le comité de libération envoya alors un message au château espagnol indiquant que les bombardements devaient cesser si la vie de Lunden et de ses officiers devait être préservée. La menace fit son effet. En effet, dans la nuit du 16 au 17 novembre, les Impériaux quittèrent discrètement leur citadelle.

### 17 novembre
Grand fut l'étonnement des patriotes lorsqu'ils virent la retraite à l'aube. Malgré les ordres d'Arberg, son arrière-garde n'avait pas mis le feu aux ravitaillements de la citadelle, peut-être de peur de tomber aux mains des insurgés. Ce fut d'ailleurs le sort de plusieurs soldats qui désertèrent en marche vers Bruxelles et furent emmenés à Gand par la population paysanne. Des dizaines de maisons de la ville furent incendiées ou endommagées. 79 habitants de Gand moururent, dont une minorité de civils non armés.

## Conséquences

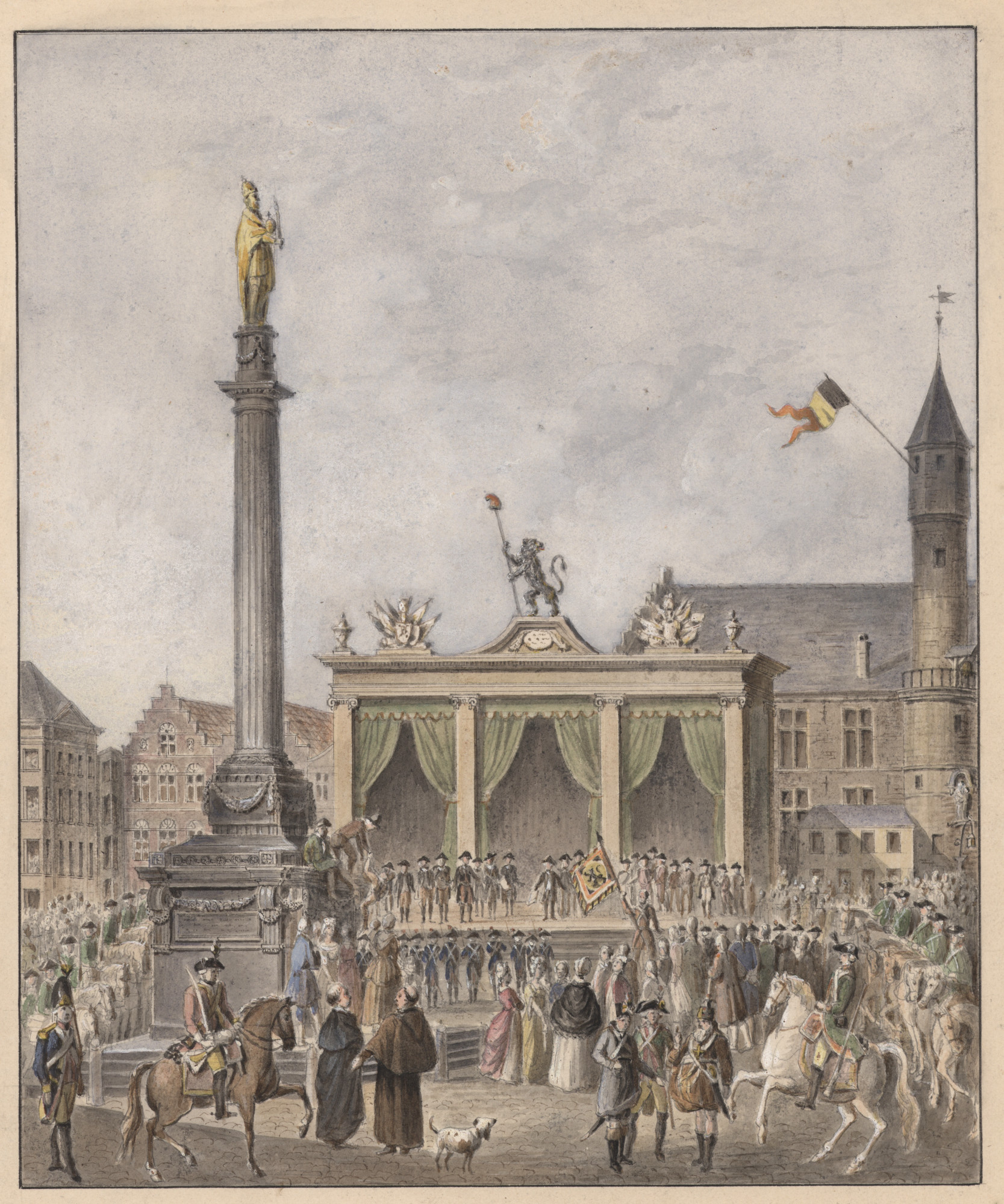
Aquarelle de la déclaration d'indépendance flamande à Gand le 4 janvier 1790. Le drapeau tricolore pointe déjà du doigt l'adhésion aux États belgiques unis une semaine plus tard par le Traité d'Union.

Grâce à la conquête de Gand, toute la Flandre se rangea du côté des patriotes en quelques jours. À Bruxelles, les troupes impériales, en proie aux désertions, se rendirent presque sans combat. En quelques semaines, ils furent repoussés au-delà de la Principauté de Liège jusqu'à la forteresse de Luxembourg. Les États de Flandre se réunirent à l'hôtel de ville de Gand et proclamèrent l'indépendance de la Flandre le 22 novembre 1789. La cérémonie solennelle eut lieu le 4 janvier 1790 avec la lecture du Manifeste de la Province de Flandre (nl) sur le Vrijdagmarkt. Entre-temps, une confédération avec les provinces rebelles avait également été décidée, qui se concrétisa le 11 janvier par le Traité d'Union.
Cet échec n'amuse pas l'empereur Joseph II. Après la perte de Gand, il mit Schröder à pied et força Arberg à démissionner. Peu de temps après, l'empereur, sur son lit de mort, dit au prince Charles de Ligne :
Votre pays m'a tué : Gand pris a été mon agonie ; et Bruxelles abandonnée, ma mort.
Après la mort de Joseph, le général Bender mit facilement fin à la première aventure belge de l'indépendance, qui laissa place à la première restauration autrichienne (nl).